# Hashimoto Meiji
Hashimoto Meiji  (japanisch 橋本 明治; geboren am 5. August 1904 in Hamada, Präfektur Shimane; gestorben 25. März 1991) war ein japanischer Maler im Nihonga-Stil.

## Leben und Werk
Hashimoto wuchs in Hamada auf und begann früh zu malen. So konnte er 1933 konnte das Bild Gracia auf der Präfektur-Ausstellung zeigen. Ab 1925 besuchte er die „Kunstakademie Tokio“ (die spätere Tōkyō Geijutsu Daigaku) und studierte unter Matsuoka Eikyū (1881–1938) Malerei im Nihonga-Stil. Schon zu seiner Studentenzeit konnte er auf der 10. Teiten (帝展)-Ausstellung das Bild „Auf der Blumenwiese“ (花野, Hanano; 1929) zeigen. Nach seinem Studienabschluss 1930 war er weiterhin erfolgreich tätig, gewann auf den „Shin Bunten“-Ausstellungen 1937 mit dem Bild „Reines Herz“ (浄心, Jōshin) und 1938 mit einem weiteren Bild Preise. Ab 1940 nahm Hashimoto an einem Projekt teil, das darin bestand, die Wandgemälde des Tempels Hōryū-ji zu kopieren, wobei er weiterhin an den laufenden Ausstellungen teilnahm.
1946 war er mit dem Bild „Vor dem Spiegel“ (鏡の前, Kagami no mae) vertreten. Zusammen mit Yamamoto Kyūjin (1900–1986), Yoshioka Kenji (吉岡堅二; 1906–1990), Uemura Shōkō (上村松篁; 1902–2001), Mukai Kuma (向井 久万; 1908–1987), Fukuda Toyoshirō, Katō Eizō (加藤 栄三; 1906–1972) und anderen unterstützte er 1948 die Gründung der „Initiative für Kreative Kunst“ (創造美術, Sōzō bijutsu). Er kehrte jedoch zusammen mit Katō Eizō 1951 zur „Nitten“, der Nachfolgerin der Bunten, zurück. Im selben Jahr gewann er den „Großen Kunstpreis“ (芸術選奨, Geijutsu senshō) des Kultusministeriums, 1954 den Preis der Japanischen Akademie der Künste, und 1971 wurde er Mitglied der Akademie. 1972 wurde er Vorsitzender der Nitten-Ausstellung, 1974 erhielt er den japanischen Kulturorden.
Hashikmotos Bilder zeigen seit den 1950er Jahren einen unverwechselbaren Stil: einen mit starken Linien strukturierten Bildaufbau, der mit leichten, abgeschatteten Farben unterlegt ist. Der Regisseur Ozu Yasujirō dekorierte in seinen Filmen gelegentlich Innenräume mit Bildern von Hashimoto, so mit dem Gemälde „Steinbrücke“ (石橋, Shakkyō, 1961) im Besitz des Nationalmuseums für moderne Kunst.
Hashimoto malte häufig Geishas als Frauentyp. Ein bekanntes Bild im Besitz des Yamatane-Kunstmuseums zeigt zwei Geishas auf einer Bank im „Garten im Mondlicht“ (月庭, Gettei; 1959). Konkret ist jedoch das „Portrait von Mari Chiyo“ (まり千代像, Mari Chiyo-zō; 1954) im Besitz des Shimbashi Embujō Theaters.